# Shahrestān di Dehaqan
Lo shahrestān di Dehaqan (farsi شهرستان دهاقان) o di Semirom-e Sofla è uno dei 24 shahrestān della provincia di Esfahan, in Iran. Il capoluogo è Dehaqan.